# Бессі Сміт
Бессі Сміт (англ. Bessie Smith, 15 квітня 1894 — 26 вересня 1937) — американська співачка, одна з найвідоміших і найвпливовіших виконавиць блюзу 1920—30-х років.

## Життєпис
Записувалась з 1923 року на лейблі Columbia Records, у підсумку записавши 123 пісні, з них найвідоміші — St Louis Blues, Summertime та Nobody Knows When You're Down and Out. Загинула в автокатастрофі.
Ім'я Бессі Сміт внесено до Зали слави блюзу.

## Особисте життя
Шлюб Сміт з охоронцем Джеком Джі був бурхливим, з невірністю з обох сторін. Бессі Сміт була бісексуальною та мала сексуальні стосунки з представниками обох статей.